# Svenska Dagbladets Poppepris
Svenska Dagbladets Poppepris var ett pris som delades ut till skådespelare verksamma inom underhållningsbranschen såsom revy, musikal, show och varieté. Priset är uppkallat efter den folkkära komikern Nils Poppe som själv blev den första pristagaren 1984. Poppepriset instiftades av tidningen Svenska Dagbladet och bestod av en statyett i brons föreställande Nils Poppe, designad av konstnären Thomas Qvarsebo.
Svenska Dagbladets Poppepris upphörde 2001 efter Nils Poppes bortgång.

## Mottagare av Svenska Dagbladets Poppepris 1984–2001[1]
- 1984 – Nils Poppe
- 1985 – Björn Gustafson
- 1986 – Tomas von Brömssen
- 1987 – Ingen utdelning
- 1988 – Claes Eriksson
- 1989 – Stig Grybe
- 1990 – Johan Ulveson
- 1991 – Ainbusk Singers
- 1992 – Gycklargruppen
- 1993 – Pontus Gustafsson
- 1994 – Pierre Lindstedt
- 1995 – Jan Koldenius
- 1996 – Eva Rydberg
- 1997 – Lars-Göran Persson
- 1998 – Staffan Westerberg
- 1999 – Carl-Einar Häckner
- 2000 – Suzanne Reuter
- 2001 – Annalisa Ericson